# 전파산업회
사단법인 전파산업회(일본어: 社団法人電波産業会 샤단호진 덴파산교카이[*], Association of Radio Industries and Businesses; ARIB)는 일본 총무성 관할의 사단 법인이다. 일본의 휴대 전화나 디지털 방송에 관한 표준 규격 제정을 주 업무로 한다.

## 같이 보기
- ISDB